# Botrychium decompositum
Botrychium decompositum là một loài dương xỉ trong họ Ophioglossaceae. Loài này được M. Martens & Galeotti mô tả khoa học đầu tiên năm 1842.